# PKW-Einheit
Als PKW-Einheit (kurz PKW-E bzw. PE) wird eine Maßeinheit in den Verkehrswissenschaften bezeichnet. Ziel ist es, die unterschiedlichen Belastungen einer Straße durch verschiedene Arten von Fahrzeugen in einer Größe auszudrücken.

## Berechnung
{\displaystyle {\text{N}}_{\text{PE}}={\text{f}}_{\text{Rad}}\cdot {\text{N}}_{\text{Rad}}+{\text{f}}_{\text{Krad}}\cdot {\text{N}}_{\text{Krad}}+{\text{f}}_{\text{Pkw}}\cdot {\text{N}}_{\text{Pkw}}+{\text{f}}_{\text{Lkw}}\cdot {\text{N}}_{\text{Lkw}}+{\text{f}}_{\text{Lkw mit Anhänger}}\cdot {\text{N}}_{\text{Lkw mit Anhänger}}}
Die Bemessungsgröße {\displaystyle {\text{N}}_{\text{PE}}} in Pkw-Einheiten ergibt sich also aus der gewichteten Summe der Anzahl an Krafträdern, der Anzahl von Autos/Kleintransportern, der Anzahl an Lkws und Omnibussen, sowie der Anzahl von Lkws mit Anhängern, Zugmaschinen und Schwerfahrzeugen. Der Faktor {\displaystyle {\text{f}}_{\text{Pkw}}} ist dabei mit 1,0 definiert. Für die weiteren Faktoren werden je nach Betrachtungsgegenstand, wie z. B. Kapazitätsberechnung, Räumzeiten von Lichtsignalanlagen oder Lärmberechnungen, unterschiedliche Werte angenommen. In der Regel gilt: {\displaystyle {\text{f}}_{\text{Rad}}<{\text{f}}_{\text{Krad}}<{\text{f}}_{\text{Pkw}}<{\text{f}}_{\text{Lkw}}<{\text{f}}_{\text{Lkw mit Anhänger}}}. Die konkrete Bestimmung der Faktoren muss jedoch anhand der Einzelwerte wie etwa Kapazitätsverbrauch, Durchschnittsgeschwindigkeiten und Lärmemissionen bestimmt werden.
Eine mögliche Faktoreneinteilung für die Kapazitätberechnung von Straßen nennt das Handbuch für die Bemessung von Straßenverkehrsanlagen mit:
{\displaystyle {\text{ f}}_{\text{Rad }}=0,3}
{\displaystyle {\text{ f}}_{\text{Krad}}=0,5}
{\displaystyle {\text{ f}}_{\text{Pkw }}=1,0}
{\displaystyle {\text{ f}}_{\text{Lkw }}=2,0}
{\displaystyle {\text{ f}}_{\text{Lkw mit Anhänger}}=4,0}.